# Louis Vervaeke
Louis Vervaeke (ur. 6 października 1993 w Ronse) – belgijski kolarz szosowy.

## Osiągnięcia
Opracowano na podstawie:

2011
- 3. miejsce w Grand Prix Rüebliland

2014
- 1. miejsce w Ronde de l’Isard
- 1. miejsce w Tour des Pays de Savoie
  - 1. miejsce w klasyfikacji młodzieżowej
  - 1. miejsce w klasyfikacji punktowej
  - 1. miejsce na 5. etapie
- 1. miejsce na 7. etapie Tour de l’Avenir

2017
- 2. miejsce w Trofeo Serra de Tramuntana

2021
- 1. miejsce w klasyfikacji górskiej Deutschland Tour

2023
- 2. miejsce w Trofeo Calvià

## Rankingi
| Rok             | 2013 | 2014 | 2015 | 2016  | 2017 | 2018  | 2019  | 2020 | 2021 | 2022 | 2023 | 2024 |
| --------------- | ---- | ---- | ---- | ----- | ---- | ----- | ----- | ---- | ---- | ---- | ---- | ---- |
| UCI World Tour  |      | -    | -    | -     | 322. | 284.  |       |      |      |      |      |      |
| World Ranking   |      |      |      | 749.  | 427. | 1202. | 1868. | 321. | 768. | 968. | 505. | 772. |
| UCI Europe Tour | 440. |      |      | 1449. | 269. | 1579. | 1230. | 266. | 603. | 705. | -    | -    |
|                 |      |      |      |       |      |       |       |      |      |      |      |      |
| Źródło: UCI     |      |      |      |       |      |       |       |      |      |      |      |      |